# 高見澤たか子
高見澤たか子（たかみざわ たかこ、1936年3月15日- ）は、日本のノンフィクション作家。

## 略歴
東京生まれ。本名・寺尾隆子。高見沢遠治は伯父（父の兄）。早稲田大学文学部卒。伝記作品のほか、自らの体験を通して家族や生活、高齢社会をテーマにした著書も多い。

## 著書
- 『元気な子の食事 頭のいいママの料理メニュー』 (ワニの本 ツイン・シリーズ)ベストセラーズ 1974
- 『ある浮世絵師の遺産 高見沢遠治おぼえ書』東書選書 東京書籍 1978
- 『子どもがわからなくなる日 体験的・男の子の育て方』主婦の友社 1984
- 『家族づき合いひとづき合い』海竜社 1987
- 『親と再び暮らすとき 家族で父を看取る』大和書房 1988
- 『金箔の港 コレクター池長孟の生涯』筑摩書房 1989
- 『忙しい女は手料理がうまい 作るのも食べるのも楽しい108のレシピ』海竜社 1990
- 『四十代だからできることしておきたいこと』海竜社 1994
- 『自立する老後のために』晶文社 1998
- 『「ときめき世代」の生きがい探し』集英社 2002
- 『「終の住みか」のつくり方』晶文社 2004　のち集英社文庫
- 『ごめんね、ぼくが病気になって』春秋社 2009
- 『いい年を重ねるひとりの暮らしかた』海竜社 2014

### 共著
- 『ジーンズ奥様の家事ノート』竹見智恵子共著 鎌倉書房 1979
- 『当世おつきあい心得帖』吉沢久子共著 (エスカルゴ・ブックス) 日本実業出版社 1983
- 『きちんと食べる美しく食べる 食卓を大切にする暮らし方』吉沢久子共著 大和書房 1988
- 『対論・21世紀日本のシステム 女性は21世紀を救う』浜四津敏子, 石堂秀夫共著 蝸牛社 1999
- 『おいしく食べて元気に老いる』吉沢久子共著 大和書房 2001
- 『ベアテと語る「女性の幸福」と憲法』ベアテ・シロタ・ゴードン 語る人, 村山アツ子 聞く人, 高見澤構成 晶文社 2006